# Combe du Grand Prieur
La combe du Grand Prieur est un site naturel classé situé dans la commune de Châtillon-sur-Seine dans le département de la Côte-d'Or en France.

## Situation
La combe du Grand Prieur est située à la sortie sud-ouest de Châtillon-sur-Seine entre la RD 965 et la RN 80. Le site est constitué d'une ancienne carrière d’extraction de la pierre, d'anciens de pâturages et d'anciens terrains de culture.

## Statut
Le site est classé Zone naturelle d'intérêt écologique, faunistique et floristique de type I, sous le numéro régional n°10200000.

## Flore
Les coteaux sont occupés par des pelouses sèches, des landes à buis et des boisements divers.
- Les pelouses calcaires de type mésobromion, dominées par les graminées (Brachypode penné, Fétuque, Brome dressé…) sont protégées au niveau européen.

- Le buis Buxus sempervirens, sub-méditerranéen, plante indicatrice de sécheresse, est abondant. Ce site semble correspondre à la limite d’extension vers le bassin parisien de cette espèce[2].

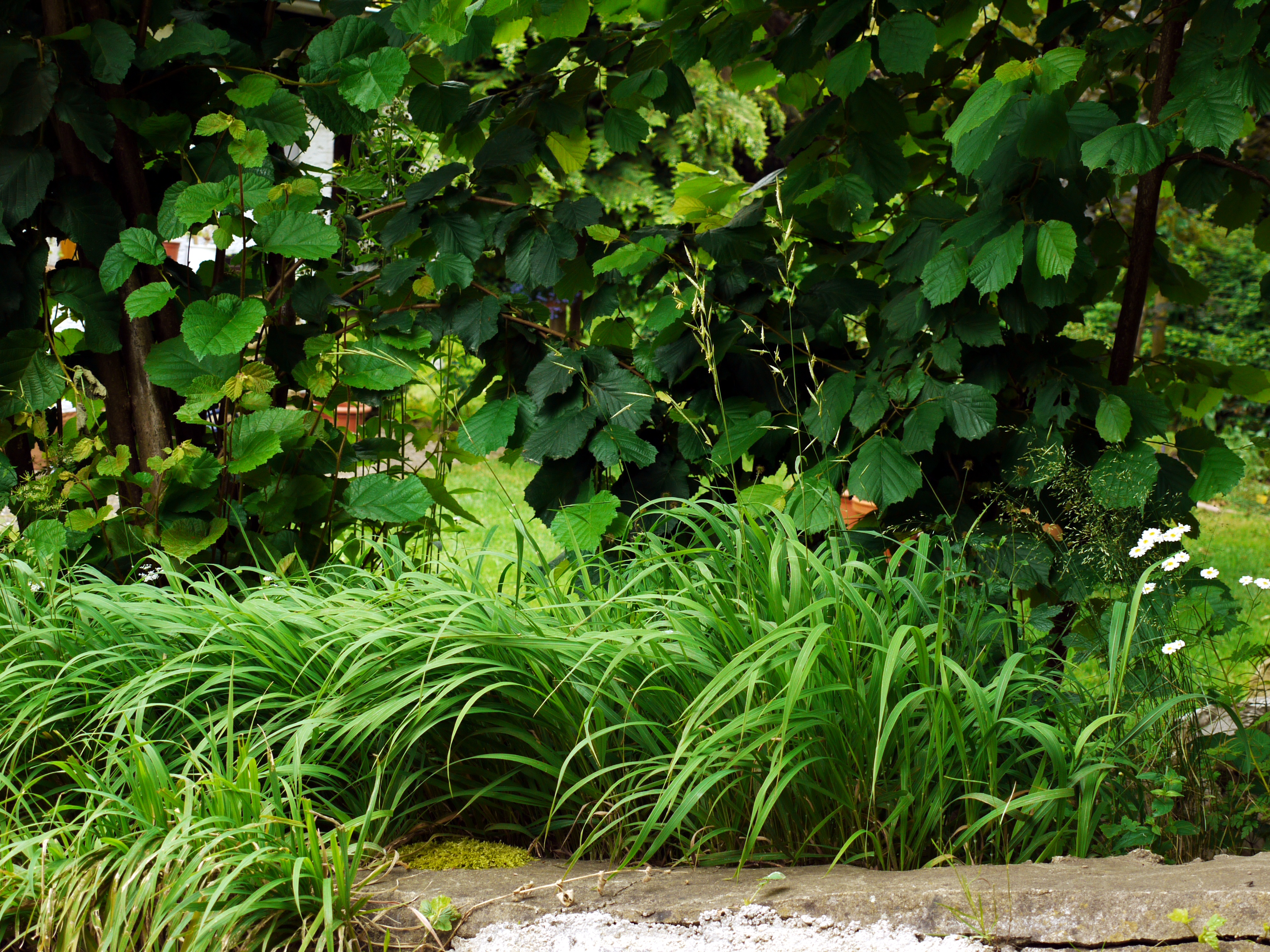
Brachypode
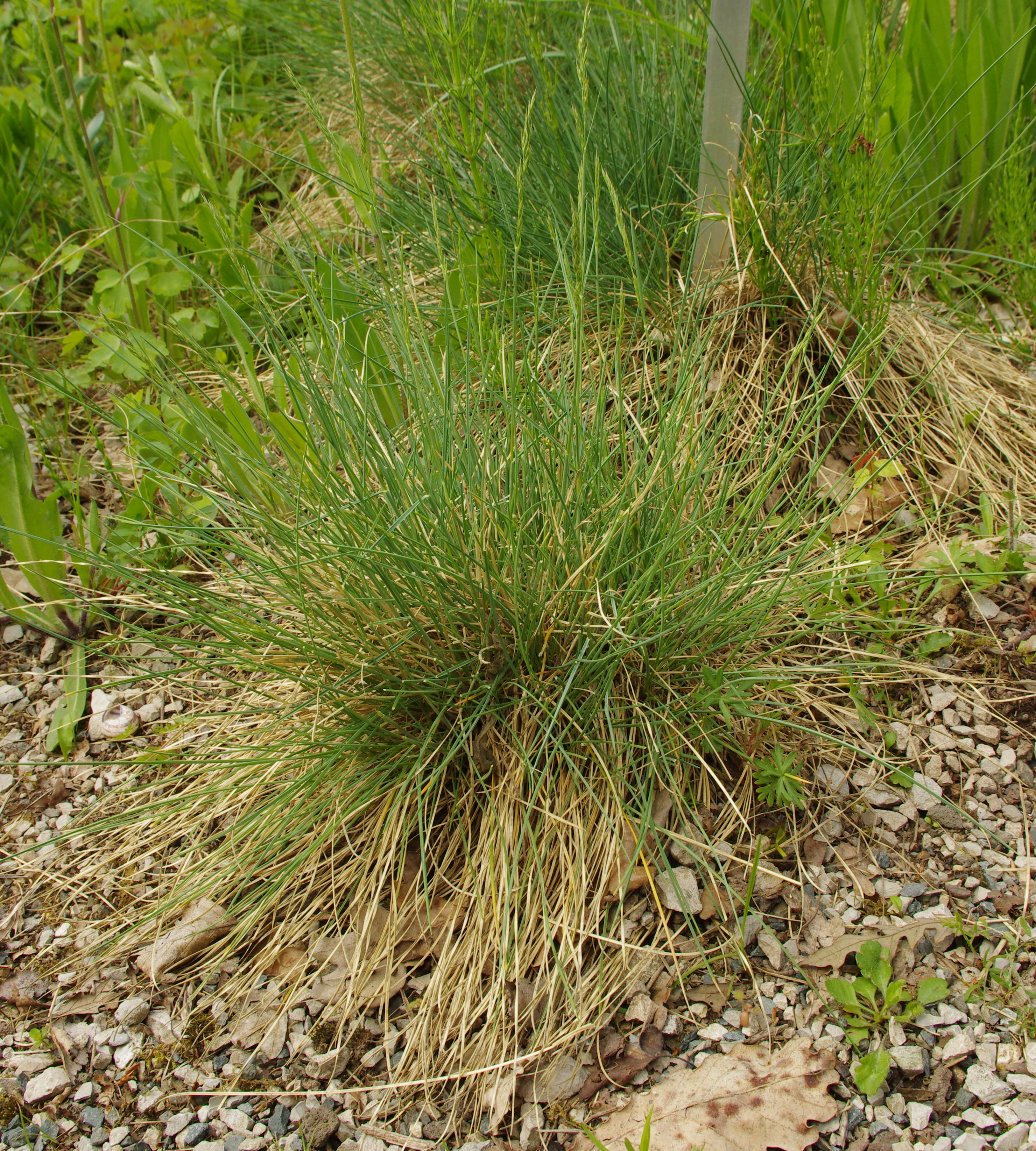
Fétuque
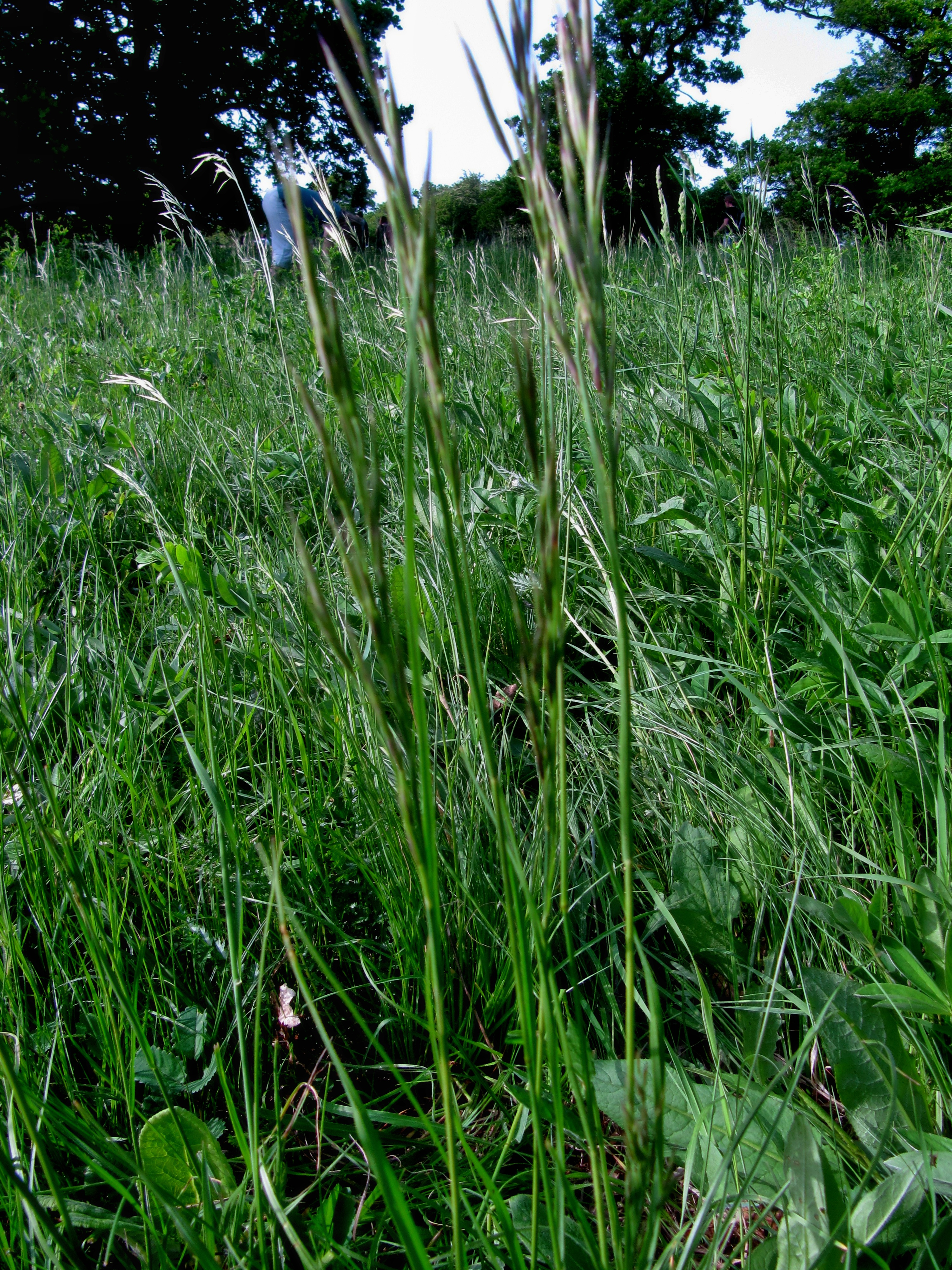
Brome
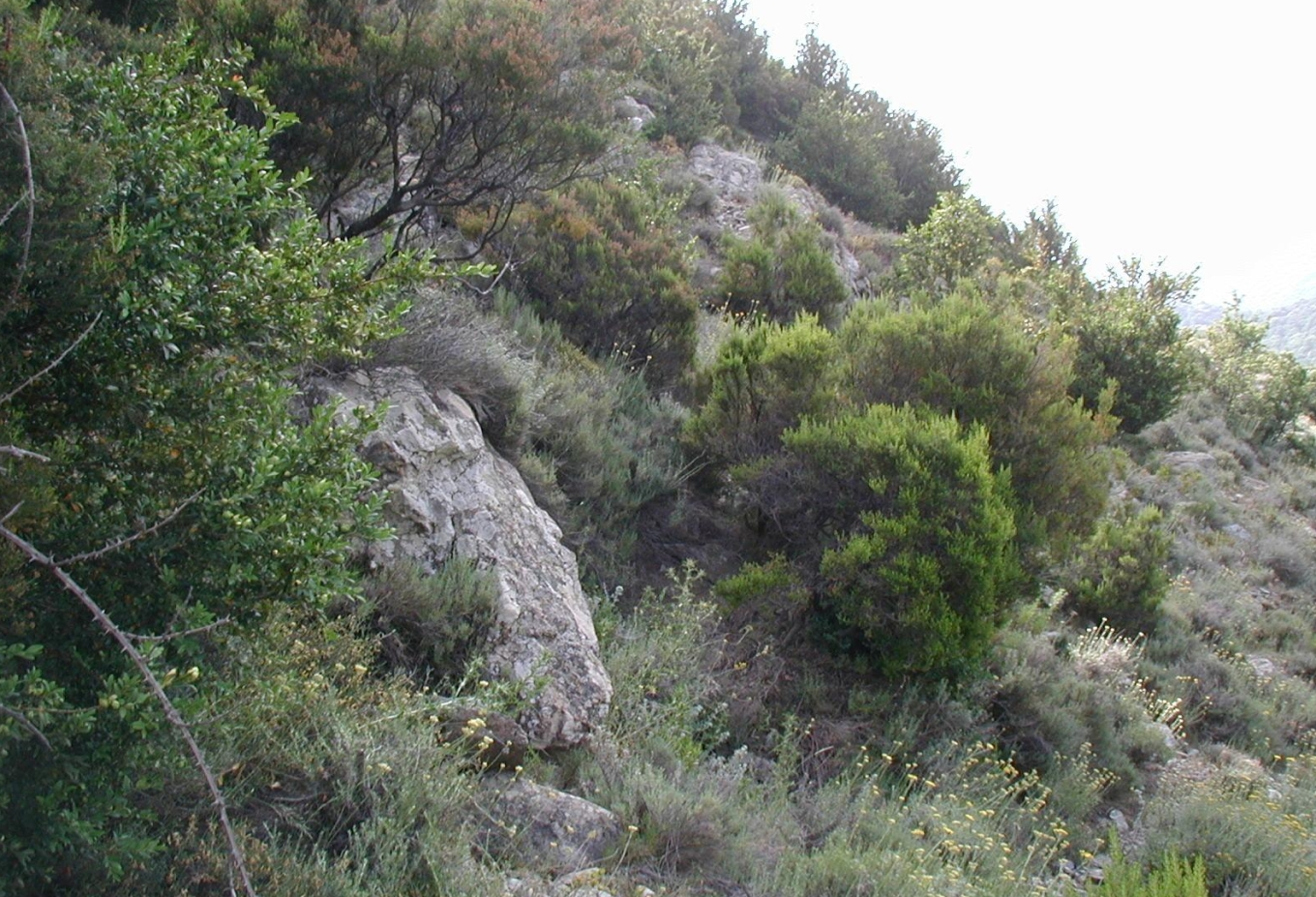
Lande à buis

## Faune
Comme toutes les pelouses calcaires la combe du Grand Prieur est riche en insectes (particulièrement orthoptères dont la mante religieuse et lépidoptères attirés par les diverses floraisons), reptiles (lézards et ophidiens) et oiseaux (alouette lulu, perdrix, engoulevent ...).

Mante religieuse
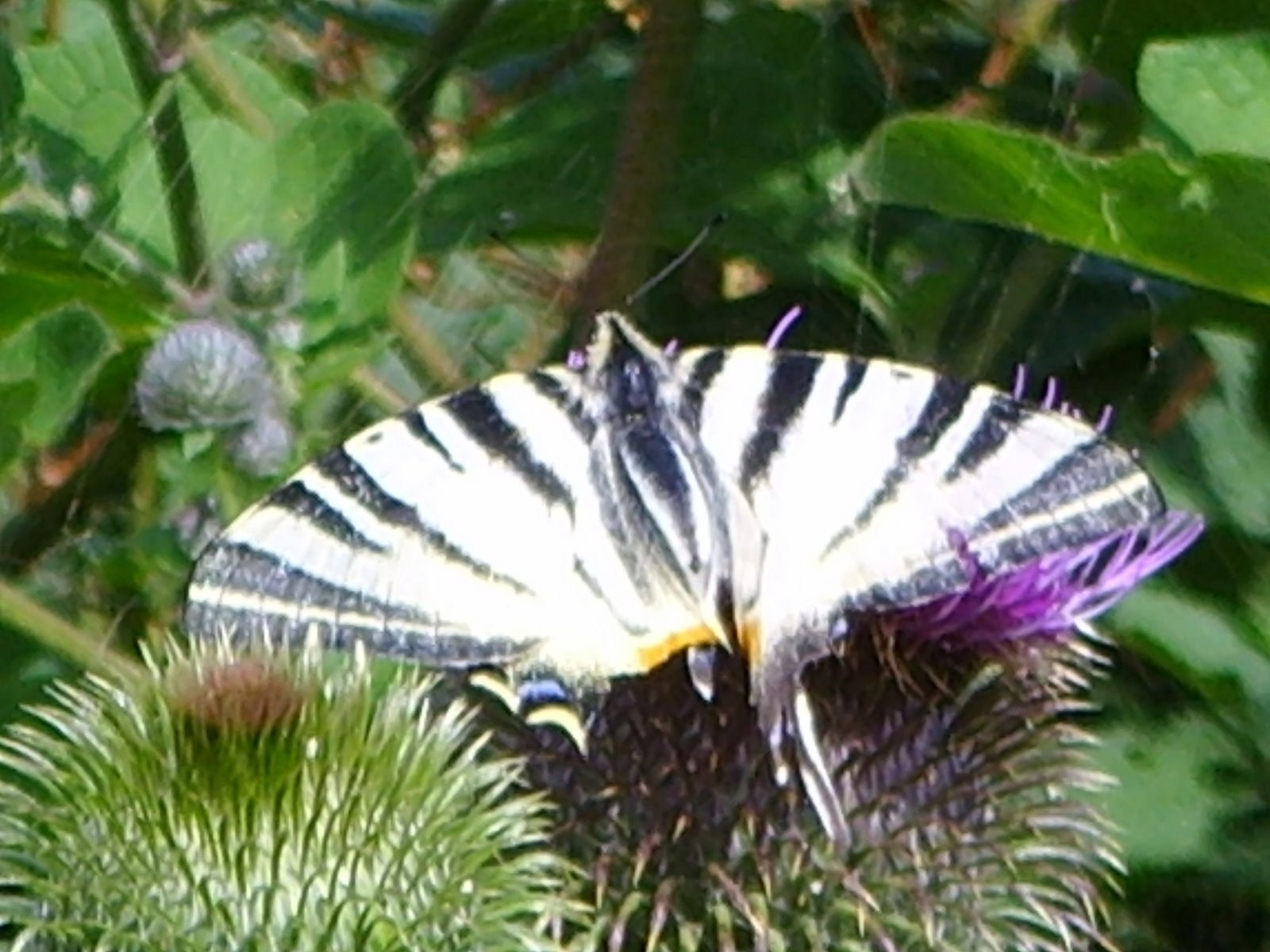
Grand flambé
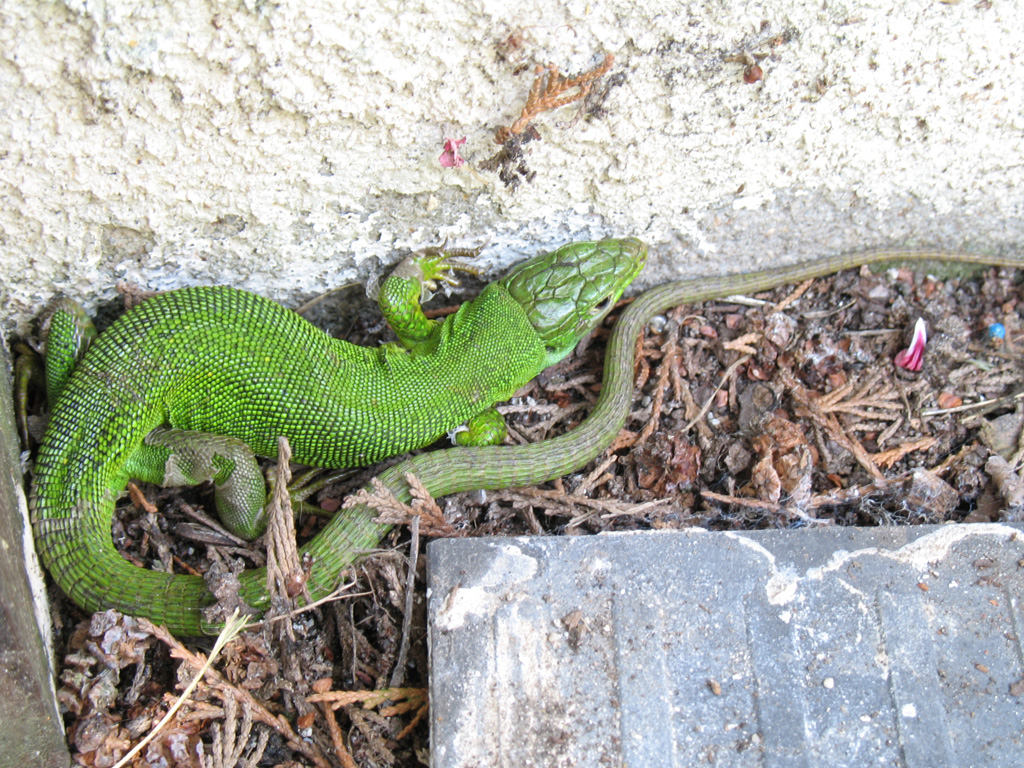
Lézard vert
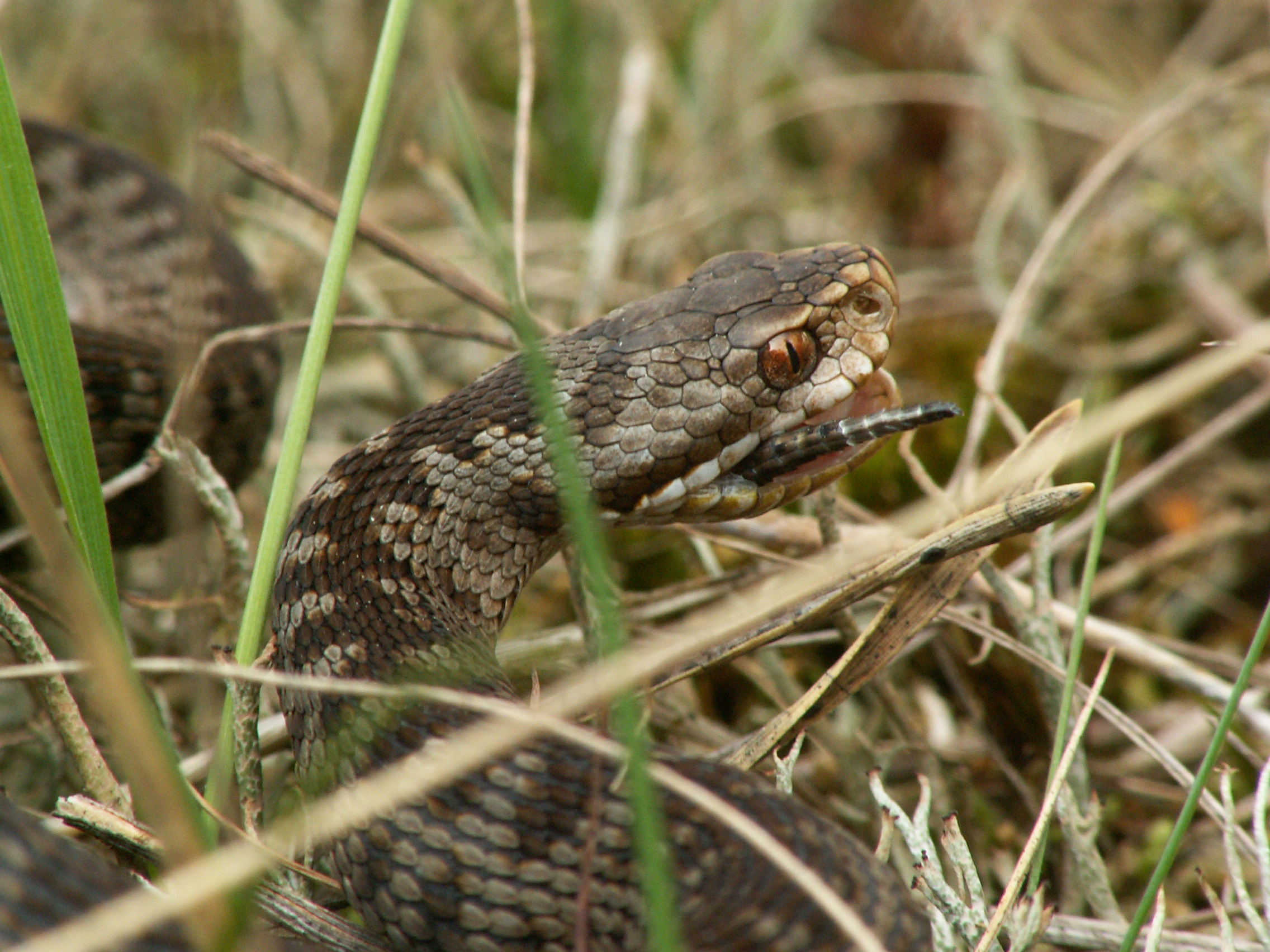
Vipère péliade
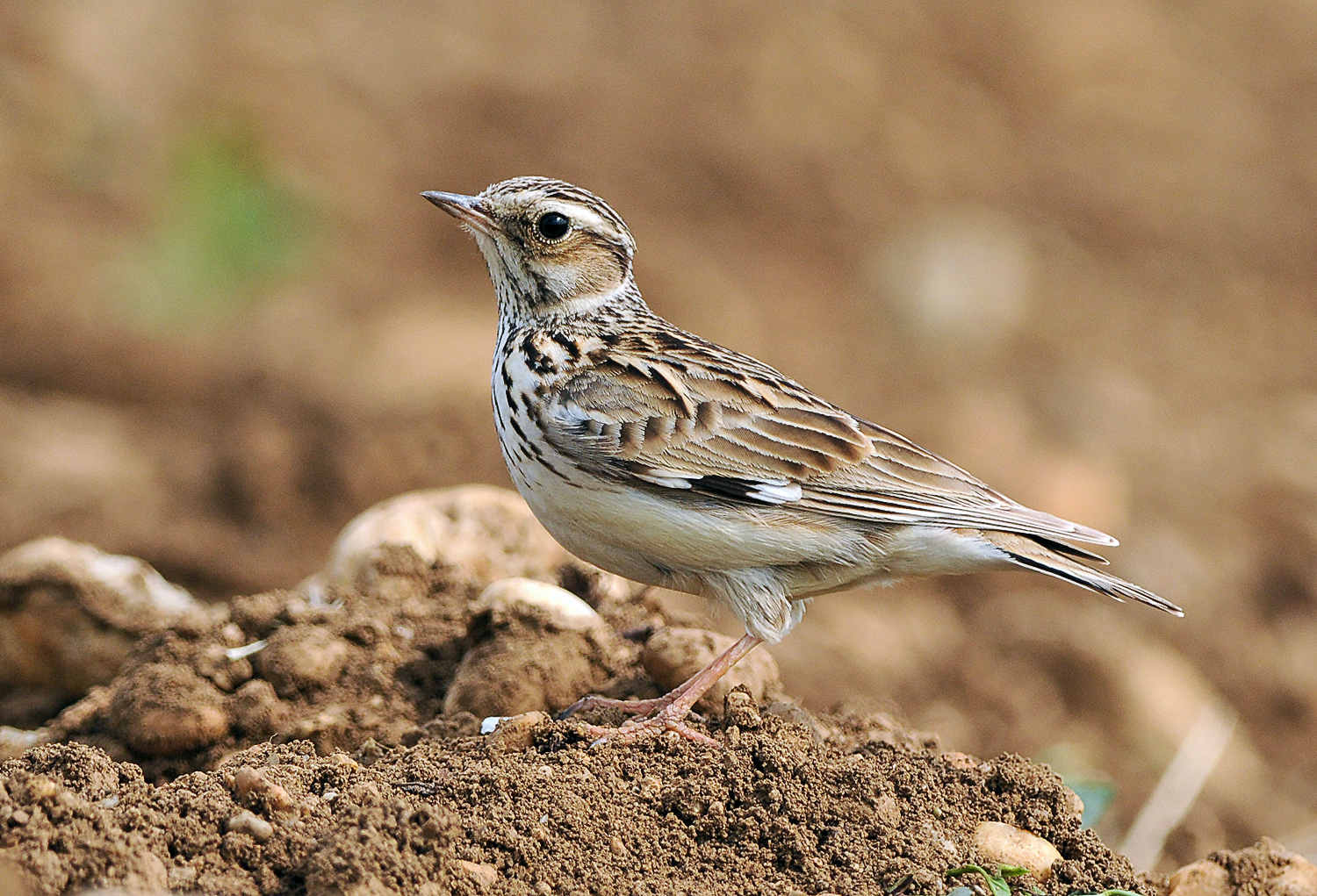
Alouette lulu
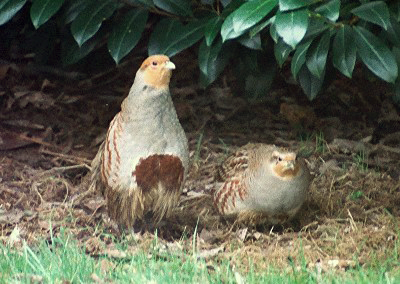
Perdrix grises